# Terorismul în Europa
     0,000
     0,001–2,000
     2,001–4,000
     4,001–6,000
     6,001–8,000
     8,001–10,000

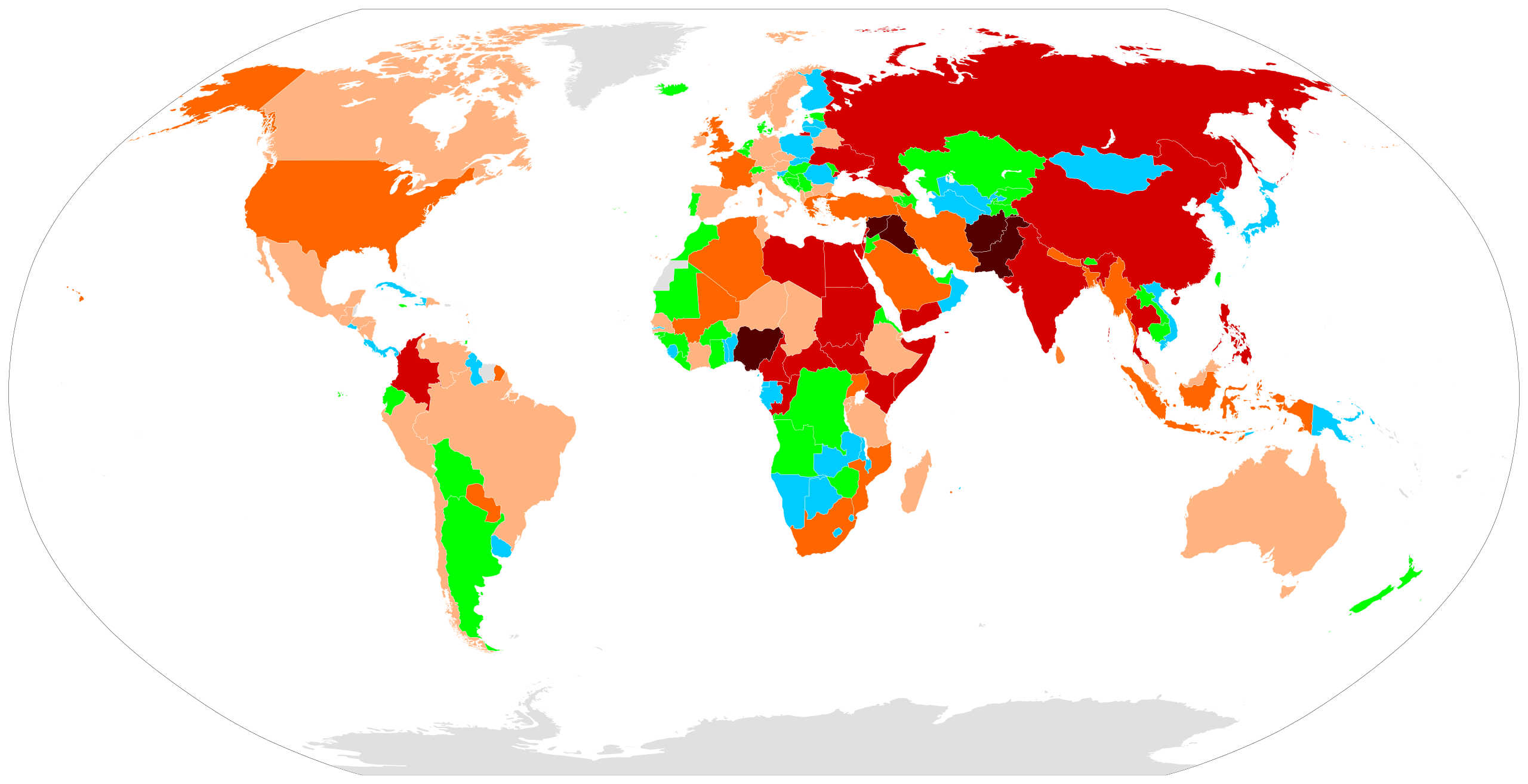
Indicele Global al Terorismului
0,000
0,001–2,000
2,001–4,000
4,001–6,000
6,001–8,000
8,001–10,000

Statele membre ale Uniunii Europene definesc terorismul ca o sumă de acte criminale cu scopul de a intimida populația și de a obliga statele să se supună cererilor formulate de autorii acestor acte sau/și pentru a destabiliza structurile fundamentale politice, economice, constituționale sau sociale ale unei țări sau ale unei organizații internaționale. UE continuă să servească drept zonă pentru finanțarea, oferirea de logistică, de refugiu și recrutare pentru grupările teroriste care operează în principal în afara Europei.

## Terorismul islamic în Europa

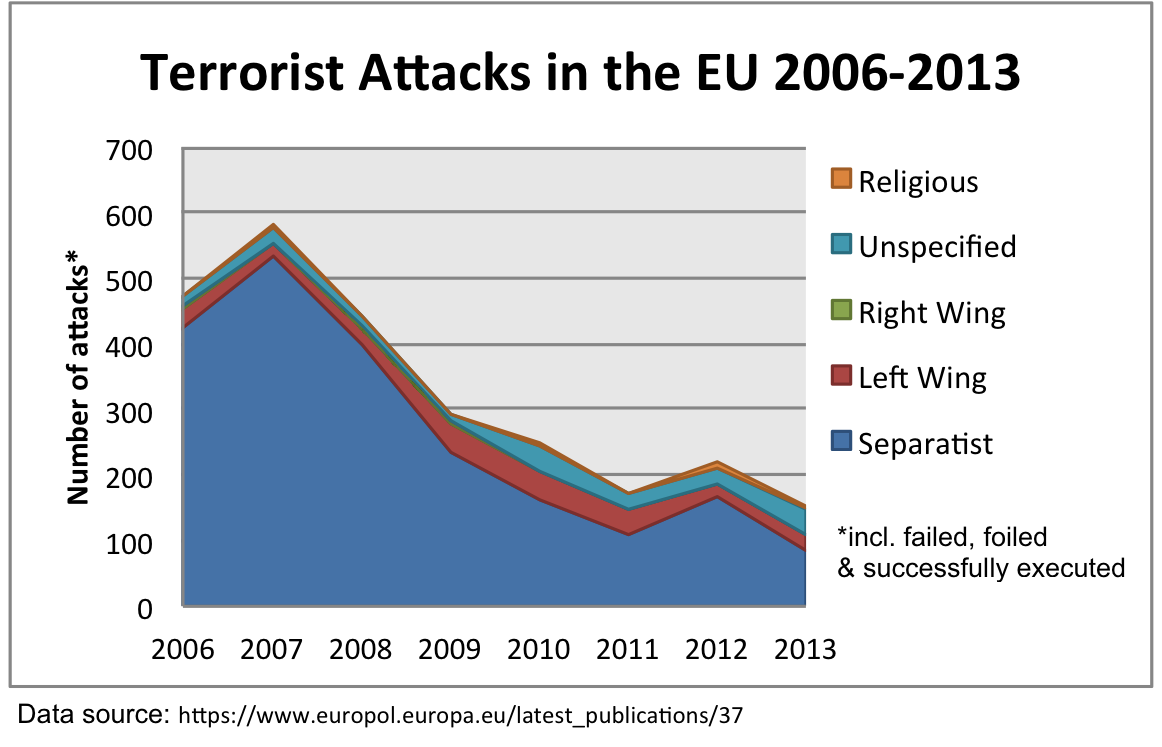
Atacurile teroriste în UE după afiliere

După anul 1990, s-au înregistrat în Europa circa 40 de atacuri atribuite terorismului islamic. Atribuirea aceasta se face în urma revendicării lor de către diverse organizații (ISIS, Al-Qaida etc.) sau în urma mesajelor cu conținut religios transmise de atacatori. De pildă, multe atentate sunt precedate de strigătul „Allahu akbar”.
Circa 70% dintre atacurile teroriste din perioada 1990–aprilie 2016 s-au produs în ultimii cinci ani. Doar în anul 2015 au avut loc un sfert din numărul total de atacuri. Franța are frecvența cea mai mare a atacurilor, Rusia are cei mai mulți morți, iar Spania cei mai mulți răniți.

## Strategia UE de combatere a terorismului
Statele membre ale Uniunii Europene sunt angajate pe deplin să lupte împreună împotriva terorismului și să asigure cetățenilor săi un nivel cât mai ridicat de protecție. În acest sens, Consiliul a adoptat în 2005 strategia UE de combatere a terorismului. Strategia se axează pe patru piloni principali: prevenirea, protecția, urmărirea și răspunsul. 
Una dintre prioritățile UE în domeniul combaterii terorismului este identificarea și abordarea factorilor care contribuie la radicalizare și a proceselor de recrutare a persoanelor care comit acte de terorism. În acest sens, Consiliul a adoptat o strategie UE pentru combaterea radicalizării și a recrutării în scopuri teroriste. Având în vedere evoluțiile recente, precum fenomenul persoanelor care acționează singure și al luptătorilor străini sau potențialul tot mai mare de mobilizare și de comunicare al mijloacelor de comunicare sociale, Consiliul a adoptat o versiune revizuită a acestei strategii în iunie 2014. În decembrie 2014, miniștrii justiției și afacerilor interne au adoptat o serie de orientări pentru Strategia revizuită a UE pentru combaterea radicalizării și a recrutării. Aceste orientări stabilesc o serie de măsuri care să fie puse în aplicare de către UE și statele membre.
A doua prioritate a strategiei UE de combatere a terorismului este protecția cetățenilor și a infrastructurii și reducerea vulnerabilității la atacuri. Aceasta cuprinde protejarea frontierelor externe, îmbunătățirea securității transporturilor, protejarea țintelor strategice și reducerea vulnerabilității infrastructurilor critice. În acest domeniu, UE lucrează în prezent la elaborarea unor acte legislative prin care se reglementează utilizarea datelor din registrul cu numele pasagerilor (PNR) în scopul asigurării respectării legii.
UE depune eforturi în vederea combaterii capacității de planificare și de organizare a organizațiilor teroriste și a aducerii acestora în fața justiției. Pentru a realiza aceste obiective, UE și-a îndreptat atenția asupra mai multor aspecte: consolidarea capacităților naționale, îmbunătățirea cooperării practice și a schimbului de informații între autoritățile polițienești și judiciare (în special prin intermediul Europol și Eurojust), abordarea chestiunii finanțării terorismului și dejucarea mijloacelor de organizare a atacurilor și de comunicare ale organizațiilor teroriste. În mai 2015, Consiliul și Parlamentul European au adoptat noi norme de prevenire a spălării banilor și a finanțării terorismului.
Cel de al patrulea obiectiv al strategiei UE de combatere a terorismului este pregătirea, în spiritul solidarității, în vederea gestionării și a reducerii la minim a consecințelor unui atac terorist. Acest lucru se realizează prin îmbunătățirea capacității de a gestiona urmările, coordonarea răspunsului și nevoile victimelor. Printre prioritățile din acest domeniu se numără elaborarea unor modalități ale UE de coordonare a situațiilor de criză, revizuirea mecanismului de protecție civilă, dezvoltarea procedurilor de evaluare a riscului sau schimbul de bune practici privind asistența acordată victimelor terorismului.
În orientările strategice privind justiția și afacerile interne, adoptate în iunie 2014, Consiliul European a solicitat instituirea unei politici eficiente de combatere a terorismului, care să integreze aspectele interne și externe. La 12 februarie 2015, șefii de stat și de guvern din UE au subliniat importanța pentru UE a unei cooperări sporite cu țările terțe în domeniul securității și combaterii terorismului. În ceea ce privește relațiile dintre UE și țările terțe, programul de combatere a terorismului se concretizează în diferite moduri, precum dialogurile politice la nivel înalt, adoptarea unor clauze și acorduri de cooperare sau proiectele specifice de consolidare a capacității și de asistență acordată unor țări strategice. UE cooperează pentru combaterea terorismului cu țări din Balcanii de Vest, Sahel, Africa de Nord, Orientul Mijlociu, Cornul Africii și America de Nord, precum și din Asia. Cooperarea cu SUA reprezintă o componentă fundamentală a strategiei UE. În ultimii ani au fost încheiate acorduri de cooperare în domenii precum finanțarea terorismului, transporturile și frontierele, asistența judiciară reciprocă sau extrădarea. Autoritățile SUA colaborează tot mai strâns cu Europol și Eurojust. O altă componentă importantă a dimensiunii externe a combaterii terorismului implică colaborarea strânsă cu alte organizații internaționale și regionale în vederea consolidării consensului internațional și a promovării standardelor internaționale de combatere a terorismului. Uniunea Europeană colaborează cu organizații internaționale, inclusiv cu ONU și cu Forumul mondial privind combaterea terorismului, și cu organizații regionale, cum ar fi Consiliul Europei, OSCE, Liga Statelor Arabe și Organizația de Cooperare Islamică. În cadrul cooperării sale cu Organizația Națiunilor Unite, și în urma unor rezoluții ale Consiliului de Securitate al ONU, UE a adoptat anumite măsuri restrictive împotriva unor persoane sau entități care au legătură cu rețeaua Al-Qaida.

## Listă de atacuri teroriste (cel puțin 10 morți)
| Dată                 | Loc                                      | Morți | Răniți | Autor(i)                                                                                           |
| -------------------- | ---------------------------------------- | ----- | ------ | -------------------------------------------------------------------------------------------------- |
| 13 decembrie 1867    | Londra                                   | 12    | 120    | Frăția Republicană Irlandeză                                                                       |
| 13 decembrie 1921    | Bolgrad                                  | 100   |        | Separatiști basarabeni                                                                             |
| 16 aprilie 1925      | Sofia                                    | 213   | 500    | Partidul Comunist Bulgar                                                                           |
| 18 iunie 1961        | Vitry-le-François                        | 24    | 132    | Organisation armée secrète                                                                         |
| 12 octombrie 1967    | Marea Mediterană, la sud-est de Rodos    | 66    | 0      | |
| 12 decembrie 1969    | Milano                                   | 17    | 88     | Ordine Nuovo Carlo Digilio                                                                         |
| 21 februarie 1970    | Würenlingen                              | 47    | 0      | Frontul Popular pentru Eliberarea Palestinei                                                       |
| 9–11 august 1971     | Belfast                                  | 11    | 0      | Batalionul 1 al Regimentului Parașutiști                                                           |
| 4 decembrie 1971     | Belfast                                  | 15    | 17     | Forța Voluntarilor din Ulster                                                                      |
| 5–6 septembrie 1972  | München                                  | 17    | 0      | Septembrie Negru                                                                                   |
| 17–18 decembrie 1973 | Roma                                     | 34    | 22     | Septembrie Negru Organizația pentru Eliberarea Palestinei                                          |
| 4 februarie 1974     | Birstall                                 | 12    | 38     | IRA                                                                                                |
| 4 august 1974        | San Benedetto Val di Sambro              | 12    | 48     | Ordine Nero                                                                                        |
| 8 septembrie 1974    | Marea Ionică, la vest de Grecia          | 88    | 0      | Organizația Abu Nidal                                                                              |
| 13 septembrie 1974   | Madrid                                   | 13    | 71     | ETA                                                                                                |
| 21 noiembrie 1974    | Birmingham                               | 21    | 182    | IRA                                                                                                |
| 5 ianuarie 1976      | Kingsmill                                | 10    | 1      | IRA                                                                                                |
| 1 mai 1977           | Istanbul                                 | 34    | 136    | Kontrgerilla                                                                                       |
| 17 februarie 1978    | Gransha                                  | 12    | 30     | IRA                                                                                                |
| 2 august 1980        | Bologna                                  | 85    | 200    | Nuclei Armati Rivoluzionari Luigi Ciavardini Valerio Fioravanti Francesca Mambro                   |
| 26 septembrie 1980   | München                                  | 13    | 211    | Gundolf Köhler                                                                                     |
| 20 iulie 1982        | Londra                                   | 11    | 22     | IRA Danny McNamee                                                                                  |
| 6 decembrie 1982     | Ballykelly                               | 17    | 30     | Armata Națională de Eliberare Irlandeză                                                            |
| 23 decembrie 1984    | San Benedetto Val di Sambro              | 16    | 267    | Cosa Nostra Giuseppe Calò Guido Cercola Franco Di Agostino                                         |
| 12 aprilie 1985      | Madrid                                   | 18    | 82     | Organizația Jihadul Islamic                                                                        |
| 23 iunie 1985        | Oceanul Atlantic, la sud-vest de Irlanda | 329   | 0      | Babbar Khalsa                                                                                      |
| 23–24 noiembrie 1985 | Luqa                                     | 60    | 38     | Organizația Abu Nidal                                                                              |
| 27 decembrie 1985    | Roma                                     | 19    | 100    | Organizația Abu Nidal                                                                              |
| 14 iulie 1986        | Madrid                                   | 12    | 32     | ETA                                                                                                |
| 19 iunie 1987        | Barcelona                                | 21    | 45     | ETA                                                                                                |
| 8 noiembrie 1987     | Enniskillen                              | 12    | 63     | IRA                                                                                                |
| 11 decembrie 1987    | Zaragoza                                 | 11    | 88     | ETA                                                                                                |
| 11 iulie 1988        | La sud-vest de Atena                     | 11    | 98     | Organizația Abu Nidal                                                                              |
| 21 decembrie 1988    | Lockerbie                                | 270   | 0      | Abdelbaset al-Megrahi                                                                              |
| 22 septembrie 1989   | Deal                                     | 11    | 21     | IRA                                                                                                |
| 23 octombrie 1993    | Belfast                                  | 10    | 57     | IRA                                                                                                |
| 14–19 iunie 1995     | Budionnovsk                              | 129   | 415    | Rebeli ceceni conduși de Shamil Basayev și Aslambek Abdulkhadzhiev                                 |
| 10 noiembrie 1996    | Moscova                                  | 14    | 50     | Andrei Anohin Mikhail Smurov                                                                       |
| 15 august 1998       | Omagh                                    | 29    | 220    | IRA                                                                                                |
| 19 martie 1999       | Vladikavkaz                              | 52    | 168    | Adam Tsurov Abdulrakhim Khutiyev Makhmud Temirbiyev Umar Khaniyev                                  |
| 4 septembrie 1999    | Buinaksk                                 | 64    | 146    | Djamaatul Islamic al Daghestanului                                                                 |
| 9 septembrie 1999    | Moscova                                  | 100   | 690    | Republica Cecenă Icikeria                                                                          |
| 13 septembrie 1999   | Moscova                                  | 124   | 7      | Republica Cecenă Icikeria                                                                          |
| 16 septembrie 1999   | Volgodonsk                               | 18    | 89     | Republica Cecenă Icikeria                                                                          |
| 2 iulie 2000         | Argun                                    | 26    | 81     | Republica Cecenă Icikeria                                                                          |
| 16 februarie 2001    | Podujevo                                 | 12    | 40     | Extremiști albanezi din Kosovo                                                                     |
| 9 mai 2002           | Kaspiisk                                 | 44    | 133    | Rappani Khalilov                                                                                   |
| 23–26 octombrie 2002 | Moscova                                  | 125   | 700    | Riyad-us Saliheen                                                                                  |
| 27 decembrie 2002    | Groznîi                                  | 71    | 640    | Riyad-us Saliheen                                                                                  |
| 12 mai 2003          | Znamenskoe                               | 54    | 199    | Emiratul Caucaz                                                                                    |
| 5 iulie 2003         | Tușino                                   | 14    | 60     | Emiratul Caucaz Zulikhan Elikhadzhiyeva                                                            |
| 15 noiembrie 2003    | Istanbul                                 | 28    | 300    | Al-Qaida                                                                                           |
| 20 noiembrie 2003    | Istanbul                                 | 31    | 450    | Al-Qaida                                                                                           |
| 5 decembrie 2003     | Stavropol                                | 46    | 170    | Riyad-us Saliheen                                                                                  |
| 6 februarie 2004     | Moscova                                  | 39    | 113    | Anzor Izhayev                                                                                      |
| 11 martie 2004       | Madrid                                   | 192   | 2057   | Al-Qaida                                                                                           |
| 9 mai 2004           | Groznîi                                  | 10    | 100    | |
| 24 august 2004       | Regiunile Tula și Rostov                 | 90    | 0      | |
| 31 august 2004       | Moscova                                  | 10    | 50     | |
| 1–3 septembrie 2004  | Beslan                                   | 330   | 783    | Riyad-us Saliheen                                                                                  |
| 1 iulie 2005         | Mahacikala                               | 11    | 25     | Emiratul Caucaz                                                                                    |
| 7 iulie 2005         | Londra                                   | 56    | 784    | Hasib Hussain Mohammad Sidique Khan Germaine Lindsay Shehzad Tanweer                               |
| 21 august 2006       | Moscova                                  | 13    | 47     | Spas                                                                                               |
| 27 iulie 2008        | Istanbul                                 | 17    | 154    | Partidul Muncitorilor din Kurdistan                                                                |
| 6 noiembrie 2008     | Vladikavkaz                              | 12    | 41     | Emiratul Caucaz                                                                                    |
| 17 august 2009       | Nazran                                   | 25    | 164    | Emiratul Caucaz                                                                                    |
| 27 noiembrie 2009    | Uglovka                                  | 26    | 96     | |
| 29 martie 2010       | Moscova                                  | 40    | 102    | Emiratul Caucaz                                                                                    |
| 31 mai 2010          | Kizlear                                  | 12    | 23     | |
| 29 august 2010       | Țentaroi                                 | 18    | 24     | Emiratul Caucaz                                                                                    |
| 9 septembrie 2010    | Vladikavkaz                              | 17    | 161    | |
| 24 ianuarie 2011     | Moscova                                  | 37    | 173    | Emiratul Caucaz                                                                                    |
| 11 aprilie 2011      | Minsk                                    | 15    | 204    | Dzimitry Kanavalau Vlad Kavalyou                                                                   |
| 22 iulie 2011        | Oslo și Utøya                            | 77    | 319    | Anders Behring Breivik                                                                             |
| 3 mai 2012           | Mahacikala                               | 14    | 87     | Emiratul Caucaz                                                                                    |
| 29 decembrie 2013    | Volgograd                                | 17    | 34     | Emiratul Caucaz Oksana Aslanova                                                                    |
| 30 decembrie 2013    | Volgograd                                | 14    | 28     | Emiratul Caucaz                                                                                    |
| 4 decembrie 2014     | Groznîi                                  | 26    | 36     | Emiratul Caucaz                                                                                    |
| 7 ianuarie 2015      | Paris                                    | 12    | 11     | Chérif Kouachi Saïd Kouachi                                                                        |
| 13 ianuarie 2015     | Buhas                                    | 12    | 18     | Republica Populară Donețk                                                                          |
| 9–10 mai 2015        | Kumanovo                                 | 18    | 37     | UÇK                                                                                                |
| 13–14 noiembrie 2015 | Paris                                    | 137   | 413    | Statul Islamic                                                                                     |
| 12 ianuarie 2016     | Istanbul                                 | 14    | 9      | Statul Islamic Nabil Fadli                                                                         |
| 22 martie 2016       | Bruxelles                                | 35    | 340    | Statul Islamic Ibrahim El Bakraoui Najim Laachraoui Mohamed Abrini Khalid El Bakraoui Osama Krayem |
| 7 iunie 2016         | Istanbul                                 | 13    | 51     | Șoimii Libertății din Kurdistan                                                                    |
| 28 iunie 2016        | Istanbul                                 | 44    | 230    | Statul Islamic Rakim Bulgarov Vadim Osmanov                                                        |
| 14 iulie 2016        | Nisa                                     | 86    | 458    | Statul Islamic Mohamed Lahouaiej-Bouhlel                                                           |
| 22 iulie 2016        | München                                  | 10    | 36     | David Sonboly                                                                                      |
| 10 decembrie 2016    | Istanbul                                 | 39    | 154    | Șoimii Libertății din Kurdistan                                                                    |
| 19 decembrie 2016    | Berlin                                   | 12    | 56     | Statul Islamic Anis Amri                                                                           |
| 1 ianuarie 2017      | Istanbul                                 | 39    | 70     | Statul Islamic Abdulkadir Masharipov                                                               |
| 3 aprilie 2017       | Sankt Petersburg                         | 14    | 64     | Statul Islamic Akbarzhon Jalilov                                                                   |
| 22 mai 2017          | Manchester                               | 23    | 119    | Statul Islamic Salman Abedi                                                                        |